# ترينلي غياتسو
ترينلي غياتسو (1855 م – 1875 م) الدالاي لاما الثاني عشر، ولد في لهوكا قرب لاسا لأبويه فانتسوك تسيوانغ وتسيرينغ يودون. انتقل إلى لاسا عام 1858 باعتباره الدالاي لاما الجديد. عام 1860 وبعمر الخامسة تقبل غياتسو نذور الراهب المبتدئ، وتم تتويجه في قصر بوتالا. وفي عام 1873 عندما بلغ الثامنة عشرة استلم المسؤلية السياسية والروحية الكاملة لشعبه في التبت. توفي عام 1875 وهو في العشرين في قصر بوتالا.

## مواضيع ذات صلة
- البوذية
- الدالاي لاما

## وصلات خارجية
- The Twelfth Dalai Lama, Trinley Gyatso. Dalai lama.com
- الموسوعة البريطانية

| سبقه خيندروب غياتسو | الدالاي لاما بين عامي 1857 - 1875 | تبعه ثوبتين غياتسو |